# 戦国大名 (ゲーム)
『戦国大名』（せんごくだいみょう）は、1986年にエポック社より販売され、2005年にはサンセットゲームズから戦国大名完全版と銘打って再発売されたボード・ゲーム。日本の戦国時代を題材とするマルチプレイヤーズゲーム（3人以上のプレイヤーが2チームに分かれるのではなく、それぞれが自陣営を率いて勝利を目指すゲーム）であるが、チュートリアル的な一人用シナリオもある。ゲームデザインはレックカンパニー（黒田幸弘・当時)が担当した。エポック版では、ゲームサークル毎あるいはプレイ数だけローカルルールが存在するといわれるほどに愛された。
本ゲームには基本キットとエクスパンションキットの2種類がある。エクスパンションキットは、基本キットで8人分しか用意されていなかった兵士・城塞ユニットを16人分まで増やすと共に、武将ユニットを追加したものだが、追加武将の中には豊臣秀吉の天下統一以降に活躍した人物が多い。
また、エキスパンションキットにおいて、ルールの追加・変更が行われており、これに伴い、基本キットに既に含まれていながら、エキスパンションキットで能力値を変更された武将もいる。

## 概要
16世紀後半の戦国時代が舞台。各プレイヤーは主要な戦国大名（織田氏、武田氏、毛利氏など）の立場に立ち、領地拡張を目標としてプレイする。全大名（8大名。拡張キットを導入すれば16大名）が参加するキャンペーンシナリオにおいては最終的に天下統一を目指す。
ゲーム自体は、経済、外交、戦闘、イベント等で構成され、各プレイヤーに自由な構成でプレイが可能。吉凶札と呼ばれるランダムイベントがあり、状況の不確実性（突然の災害、武将の病死など）を表している。事件カードと秘密カードの2種類で構成されている。これらのカードによって状況にかなり大きな変化をもたらすこともあり、例えば大軍で尾張国エリアに攻め込んだ駿河国の大名が、少数の尾張大名軍に打ち取られてしまう、という歴史的にありえた状況をシミュレートしている。

## システム

### マップ
マップは旧国名（相模国、安芸国など）を1エリアとするエリア制マップを採用している。但し、陸奥国、近江国などは複数のエリアに分割されている。各エリアにはそれぞれ2〜16の「国力」が設定されている。これは、そのエリアの農業生産力（国力1＝約5万石）を示し、基本的に各プレイヤーの収入や軍事力は、プレイヤーの領有するエリアの国力によって決まる。
各エリアは地理的条件により10の「地域」にまとめられている。これらの地域は豊作・凶作のイベントカードを引いた時の発生判定単位となる。（地域を統一しても、特にゲーム上の特典は無い）
- 地域1　…　陸奥国（北・中・南）、出羽国
- 地域2　…　現在の関東地方および伊豆国
- 地域3　…　東山道のうち地域1、2に含まれない国、および甲斐国
- 地域4　…　北陸道
- 地域5　…　東海道のうち、地域2、3に含まれない国
- 地域6　…　畿内および播磨国
- 地域7　…　山陰道および長門国
- 地域8　…　山陽道のうち、地域6、7に含まれない国、および讃岐国、伊予国
- 地域9　…　南海道のうち、地域8に含まれない国、および日向国、大隅国、薩摩国
- 地域10 …　西海道のうち、地域9に含まれない国

### 1ターンの構成
1ターンは1年を表す。各ターンは複数のフェイズで構成される。最初の順番決定フェイズにおいて各フェイズ内で行動を行うプレイヤーの順番を決めるシステムを採用しており、プレイヤーターンは存在しない。構成は以下の通りである。
- 順番決定フェイズ
- 吉凶札配布フェイズ
- 調略フェイズ
- 勢力決定フェイズ
- 徴税フェイズ
- 服従工作フェイズ
- 第1行軍フェイズ
- 第1合戦フェイズ
- 第2行軍フェイズ
- 第2合戦フェイズ
- 築城フェイズ
- 軍備フェイズ

### ユニット
ユニット（駒）は、兵員を表す兵士ユニット、武将や大名を表す武将ユニット（実名入りのものもあるし、入っていないものもある）、あるエリアに存在する自陣営の城の総体を抽象的に表した城塞ユニットの3種類がある。

#### 兵士ユニット
兵士ユニットは、兵士の数を表す「戦力数」の付いた駒である。1戦力は約1000人相当。兵士は武将に「統率」されていないと移動も戦闘も出来ない。（城砦ユニットがある場合、篭城戦のみ可能）

#### 武将ユニット
プレイヤーは最大6人までの武将を持つ事ができる。（大名1名、家臣5名）
武将には5つのパラメータがあり、実名入りの武将の場合はそのキャラクター性を表現するのに一役買っている。
基本キットに登場する実名武将は以下の35名。
伊達政宗、北条早雲、北条氏康、上杉謙信、武田信玄、武田勝頼、山本勘助、馬場信春、山県昌景、今川義元、徳川家康、斎藤道三、竹中半兵衛、織田信長、羽柴秀吉、柴田勝家、滝川一益、朝倉義景、浅井長政、明智光秀、足利義昭、筒井順慶、黒田孝高、宇喜多直家、山中鹿之介、毛利元就、吉川元春、小早川隆景、毛利輝元、大内義隆、長宗我部元親、大友宗麟、立花道雪、龍造寺隆信、島津義久

##### 戦闘力
文字通り武将の戦闘力である。(最小値0、最大値5)

武将の中には「軍師」もある。軍師の場合、戦闘力は「+1」などの値で記されており、他の武将と一緒に戦った時だけ戦闘力を引き上げる効果を持つ。

合戦時において、指揮官の戦闘力が高い方が有利であるが、本ゲームにおいては兵力の多寡や、合戦に使える秘密カードの有無の方が重要で、むしろ、このパラメータが物を言うのは、合戦以外の場面である事が多い。(勢力決定フェイズ、家臣の成敗、大名死亡後の後継者の決定等)
基本キットにおいて、戦闘力が最高値5の実名武将は、上杉謙信、明智光秀、立花道雪の3名である。
武田信玄の戦闘力は4だが、軍師・山本勘助がいる場合は合計5となり、上杉謙信とのバランスを取っている。

##### 内政能力
武将の政治手腕を示す。(最小値0、最大値5)

ゲームの中では徴税フェイズにおいて重税を課す場合、この能力が高いと成功する確率が高く、能力が低いと失敗して一揆を発生させてしまう確率が高くなる。
また、築城フェイズにおいて、城塞を築城・拡張する場合、この能力が高いほど、費用を安くする事ができる。
基本キットにおいて、政治力が最高値5の実名武将は武田信玄、羽柴秀吉の2名である。

##### 威信
大名の家臣に対する統率力を示す。(最小値0、最大値5)

ただし、本ゲームにおいては、中小勢力の宣撫や他大名の家臣の引き抜き等、謀略・工作においても使用されるパラメータである。大名の威信値は、ゲーム中のイベントやプレイヤーの振る舞いによって増減する。また、戦闘力における軍師のように、家臣として召抱えていると大名の威信値を増加させる武将もいる。
元々異なる性質を一つのパラメータにまとめたため、例えば、家臣の離反・反乱が多かった織田信長や上杉謙信が最大値の5になっているのに、調略を多用した事で知られる毛利元就や羽柴秀吉が3、黒田孝高が1（総じて軍師はこのパラメータ値が低い）など、武将の現在の評価・イメージとゲーム上の能力値にギャップがある場合が多い。
基本キットにおいて、威信が最高値5の実名武将は前述の信長、謙信の他、武田信玄、今川義元の4名である。

##### 忠誠心
家臣の大名に対する忠誠心を示す。(最小値-3、最大値+3）
大名の威信値と家臣の忠誠心の和が高いほど、家臣は裏切りにくくなる。
基本キットにおいて、忠誠心が最高値+3の実名武将は、立花道雪、羽柴秀吉、山中鹿之介の3名である。

##### 俸禄
武将を家臣として召抱えた場合に、毎年支払う俸禄の金額である。(最小値1、最大値5)

俸禄を加増すると、本来の俸禄値を超過した分だけ、武将の忠誠心を上げる事ができる。ただし、一旦加増した俸禄を下げることはできない。もし、家臣に俸禄を払えなくなった場合、その家臣は自動的に大名を裏切り、武将のいない領国を乗っ取って独立するか、乗っ取る国が無い場合は出奔する。

### 軍事行動
各行軍フェイズにおいて、順番決定フェイズで定められた順番どおりに、各プレイヤーは自分の武将駒＋兵士駒を2エリア（つまり隣の隣のエリアまで）動かすことができる。自軍の順番が来たときすでに敵の武将＋兵士駒に侵入されてしまっているエリアに存在する武将＋兵士駒は、そのエリアを離脱できない。エリアの境界線には山岳が描かれていることもある。その場合、その境界線を越えて部隊を行軍させることは出来ない（例えば信濃国と飛騨国の境界など）。
あるエリアにプレイヤーの武将＋兵士駒が初めて侵入した場合、どのプレイヤー陣営にも属さない「中小勢力」の発生を判定する。中小勢力は白地の城塞駒で表される。
各合戦フェイズにおいて、両陣営の武将＋兵士駒が同じエリアに存在する場合、合戦が発生する。合戦はどちらかの陣営がすべての武将＋兵士駒を失うか撤退させるまで続く。
あるエリアから敵陣営の武将＋兵士駒をすべて追い出した後、そのエリアに敵陣営の城塞、もしくは中小勢力が存在する場合、それらを包囲、攻撃することができる。城塞駒は最小戦力5で、5きざみに最高30までの戦力を持つ。包囲状態に入った場合、一合戦フェイズごとに5ずつ城塞の戦力を減らすことができる。なお戦国末期のシナリオでは相模国の大名が相模国に保持している城塞は最高値の30である。包囲した場合、消滅させるのに3年かかる計算になる。
勢力決定フェイズにおいて、あるエリアに自陣営以外の部隊駒（敵対プレイヤーの部隊駒および中小勢力）が全く存在せず、自陣営だけが部隊駒をおいている場合、そのエリアは「完全支配」状態と見なされ、そのエリアに定められたすべての生産力を徴収することができる。他勢力は存在するものの、自陣営の部隊駒（兵士、武将、城塞）の戦力の総合計が他勢力の戦力の総合計を上回っている（過半数である）場合、そのエリアは「部分支配」と見なされ、そのエリアに定められた生産力の一部のみを徴収することができる。過半数を占める勢力が存在しない場合、そのエリアは未支配状態と見なされる。
軍備フェイズに兵力を増強する。但し、未支配状態のエリアに置かれている自軍の武将＋兵士駒に対しては「維持費」を払わねばならない。先ほどの相模国の例でいうと、この城塞を攻め落とすには、包囲が可能なだけの大部隊に対し3年間も維持費を払い続けなければならないことになる。
軍備フェイズにおいてはこの他、武将の登用も行う。コーヒーカップなどに実名入り、実名無しの武将駒をごちゃ混ぜに入れておきランダムに引くという手法をとるが、かなりの数の武将駒が存在するため、目当ての武将を狙って引き当てるのはほぼ不可能である。

### 収入と支出
徴税フェイズでは、各プレイヤーが徴税および家臣への俸禄支払いを行う。後発のコンピュータゲームにおいては、プレイヤーの収入は金と米の2種類あるが、このゲームでは金に一本化されている。徴税額はプレイヤーが領有するエリアの国力の総和である。

#### 副収入
一部の国には金山や貿易による副収入源がある。シナリオの規定または吉凶札のイベントにより、副収入源のある国を支配するプレイヤーは国力とは別の収入を得る事ができる。これらは部分支配でも満額を得る事ができ、さらに凶作や飢饉、一揆の発生による減額も無いため、プレイヤーの戦略を左右する大きな要因となる。

##### 金山
金、銀などの鉱山収入。便宜上、名称を「金山」に統一している。陸奥（中）、佐渡（本ゲームでは越後と同一エリア）、甲斐、駿河、但馬、石見に金山があり、これらの国を支配するプレイヤーは、金山ごとに決められた収入（国力5〜20相当）を得る事ができる。

基本的には吉凶札の「金山発見」イベントカードを引かないと、収入を得る事はできない。また、「廃鉱」イベントカードを引いてしまうと収入を得られなくなってしまう。（その後、再び「金山発見」を引くと、再度収入を得られるようになる）　一部シナリオでは、初めから発見されていたり、「廃鉱」イベントの影響を受けない金山がある。

##### 南蛮貿易
和泉、筑前、豊前、肥前、薩摩には南蛮貿易港があり、これらの国を支配するプレイヤーは国力10に相当する収入を得られる。

ただし、吉凶札の「南蛮貿易」イベントカードによって開港されないと収入を得る事ができない。南蛮貿易は貴重な現金収入であるが、「キリシタンの流行」というリスクを負うことにもなるため、プレイヤーの意思により南蛮貿易をやめることもできるルールとなっている。

##### 日明貿易
和泉（堺）、筑前（博多）を支配するプレイヤーは、それぞれ国力10に相当する収入を得られる。

南蛮貿易と異なり、常に得られる収入である。また、同時に南蛮貿易港が開港されている場合を除き、キリシタン流行のリスクも無い。

### 同盟
各プレイヤーは同盟関係を結ぶこともでき、その場合、同盟関係にある他のプレイヤーの領地を素通りして行軍することができたり、戦闘を強制されずに同じエリアに混在したりすることができる。また、いつでも裏切ることができる。
このルールにより、自分の領地から遠く離れた国に軍を派遣する事ができる。従って、姉川の戦いへの徳川軍の参戦や、木津川口での織田・毛利軍の戦いを再現することができる。（他の戦国時代シミュレーションゲームでは、自国の領土に隣接していないエリアに軍を派遣することはできないため、これらを再現することはできない）

## シナリオ
練習用の一人プレイシナリオ（長宗我部氏による四国統一を扱ったもの）や二人プレイシナリオ、本格的なマルチプレイヤーズシナリオなどいくつか用意されている。
最大8人（拡張キットを導入すれば16人）でプレイできるキャンペーンシナリオにおいては、特別に「他のプレイヤーの傘下に入る」という行為が認められている。通常、シナリオで定められたゲーム終了ターンが訪れた時に一番広い領地を保持しているプレイヤーが1位となるが、そのプレイヤーの傘下に入っていたプレイヤーは、早く傘下に入った者から順に2位、3位……となる。そして二番目に広い領地を保持しているプレイヤーは、一位プレイヤーの傘下に入っているプレイヤーよりも下位となる。

## ゲームバランス
本ゲームは、各プレイヤーが最初に拠点とする場所によって、国力の大きさによる有利・不利が大きい。このため、ボード型シミュレーションゲームとしては異例の「ゲームの勝敗を左右するランダムイベントを数多く発生させるシステム」(吉凶札)を取り入れる事で、ゲームバランスを取っている。

史実に近いキャンペーンシナリオの場合、上杉謙信、北条氏康、織田信長、朝倉義景、大友宗麟など、大国が隣接している関東・東海・北陸・九州地方の大名が一見有利に思えるが、これらの地方は飢饉、一向一揆、キリシタンなど、一瞬でプレイヤーの全戦力が失われる可能性のあるイベントが発生するリスクがあり、また凶作が発生する確率も高い。実際には、小国が多い中国地方の毛利元就の方が、クリティカルなイベントが少なく、すぐに中国地方を統一してゲーム中最大勢力になることができるため有利である。なお、四国の長宗我部元親も毛利と状況が似ているが、ゲームシステム上、四国から本州や九州へ進出する際、大きなハンディキャップを負うことになるため、毛利ほど有利ではない。

## その他
拡張キットにはおまけとして、戦国期以外の武将の駒（たとえば源義経、楠木正成など）が付属している。
このゲームが発売されていた当時、デザインを行ったレックカンパニーのスタッフがある大企業に招かれ、幹部たちに戦略眼養成のためにこのゲームをプレイさせるという行事を催したことがシミュレイター誌に述べられている。